# Pietro Paolo Agabito

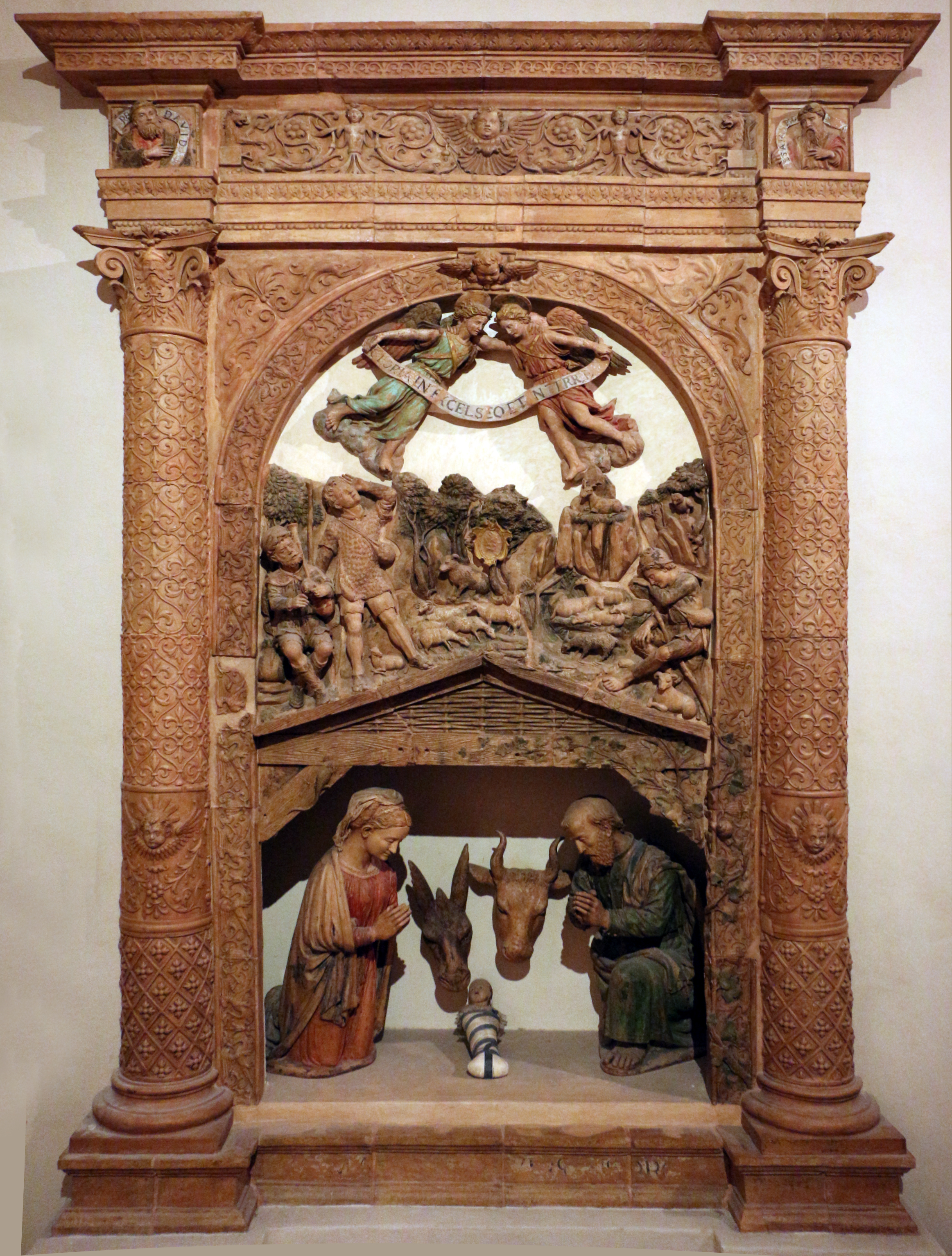
Crèche à la pinacothèque de Jesi.

Pietro Paolo Agabito ou Agabiti (Sassoferrato, vers 1470 -  Cupramontana, vers 1540) est un  peintre italien et un sculpteur sur bois qui fut actif de 1511 à 1531 au  début du XVIe siècle.

## Biographie
Pietro Paolo Agabito, issu d'une famille de céramistes, passa  ses premières années  dans sa ville natale, puis partit pour Venise vers 1497 et son style a été influencé par l'école vénitienne, comme le montre sa Vierge à l'Enfant et saints (musée civique de Padoue) peinte cette année influencé par  Cima da Conegliano. D'autres de ses œuvres montrent les influences de la manière de Lorenzo Lotto, Francesco Francia et Marco Palmezzano.
Il retourna dans les Marches en  1502, où il exécuta une peinture pour San Rocco (dont la trace est perdue) et  Jesi, où il résida et est documenté en 1507 par un retable de la  Vierge à l'Enfant pour l'église des Pères Riformati.

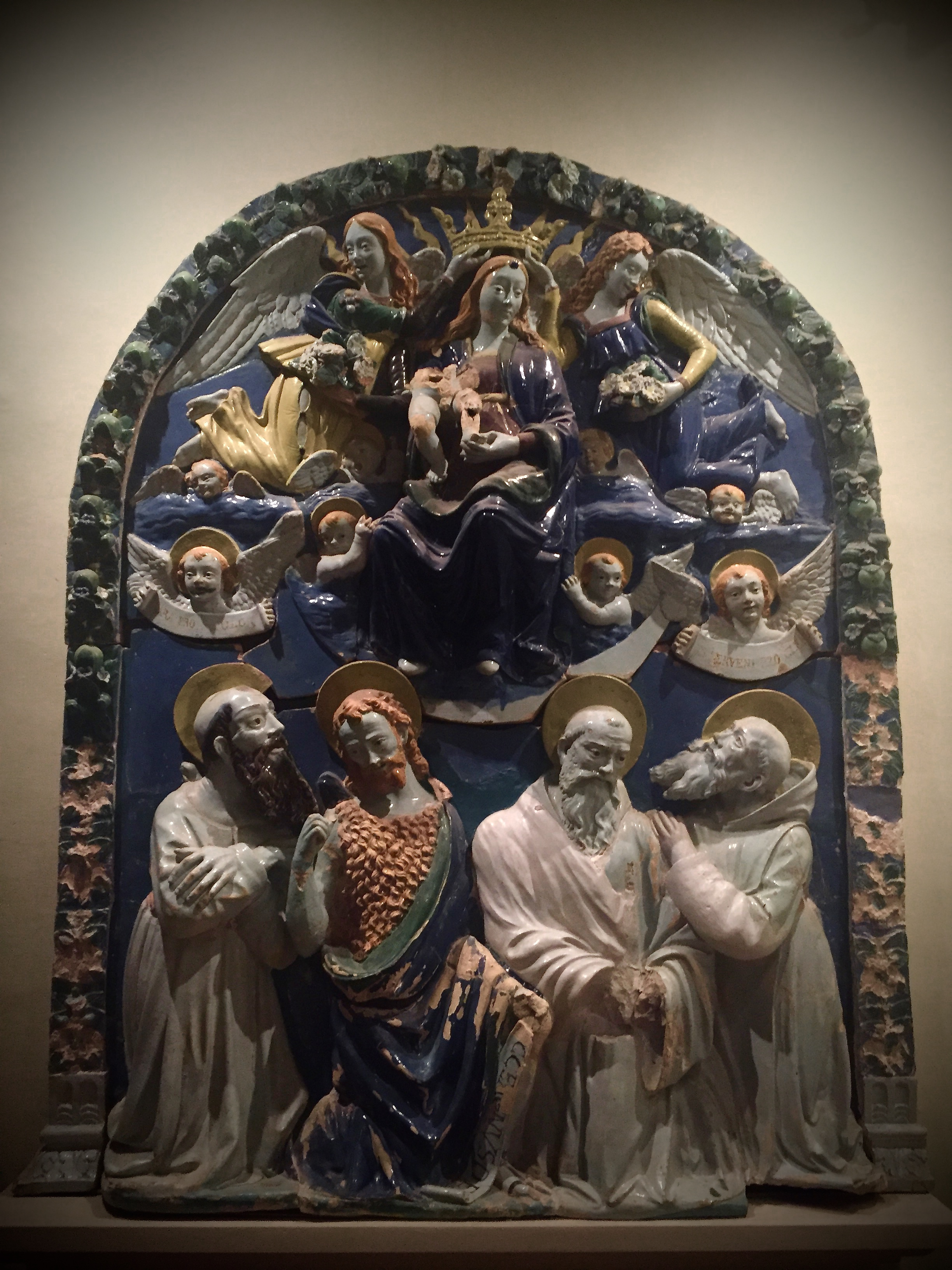
Madone avec Enfant, saint Jean-Marius de Cupramontana, saint Jean Baptiste, saint Romuald et saint Sabattini. Très Grande Terracotta invetriata, 1516, Palais Pianetti de Jesi

Après  1510, il revint dans sa ville natale de Sassoferrato, et en 1511, il signa et data une Vierge à l'Enfant trônant entourée de saints (pinacothèque) et une Nativité pour l'église  Santa Maria del Piano, lieu où il signa également une autre œuvre en 1518, un retable de la Vierge à l'Enfant avec sainte Catherine et saint Jean-Baptiste, et, en 1521, une Vierge à l'Enfant pour l'église San Fortunato (une œuvre montrant l'influence évidente de Marco Palmezzano).
Entre 1519 et 1524 il peignit avec Andrea di Bartolo, un cycle de peintures pour l'ancien palazzo comunale de Sassoferrato (fortement dégradées transférées aujourd'hui dans la Sala del Consiglio Comunale du nouveau palazzo comunale de Jesi).
De 1528 date son chef-d'œuvre, une Madonna col Bambino in trono tra S. Giovanni Battista e S. Antonio da Padova (Pinacoteca de Lesi) et, plus tardivement, la Nascita di Cristo de 1534 (Christian Museum, Esztergom).

## Œuvres

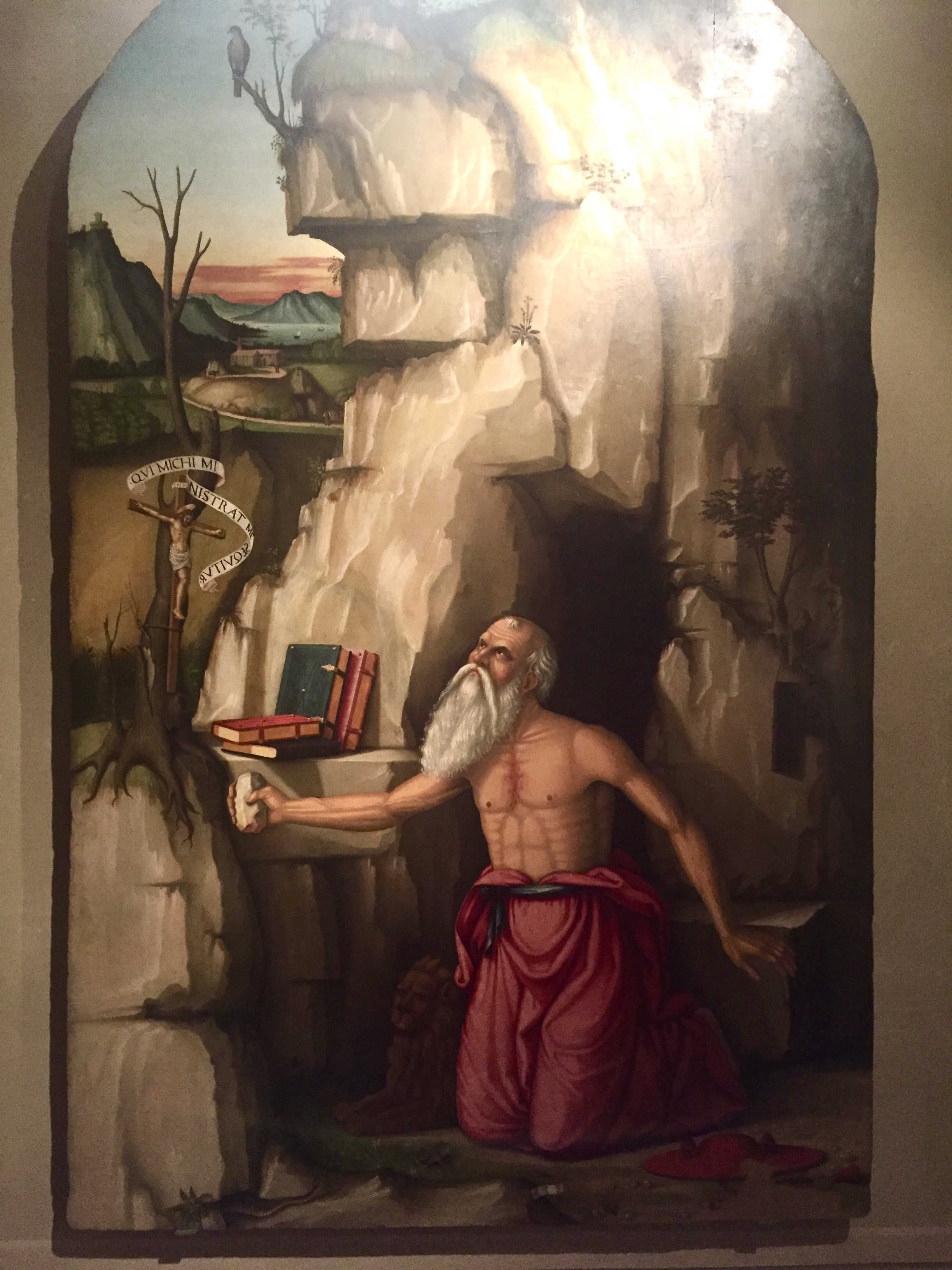
saint Jérôme au désert, 1°moitié du XVIe siècle, Palazzo Pianett, Jesi

- Vierge à l'Enfant et saints (1497), musée civique de Padoue.
- [attribution discutée] Illustrations sur bois gravés pour l'Hypnerotomachia Poliphili (Venise, 1499).
- Vierge à l'Enfant (1507), retable, église des Pères Riformati, près de Jesi.
- Vierge à l'Enfant trônant entourée de saints (1511), pinacothèque, Sassoferrato.
- Vierge entre sainte Catherine et saint Jean-Baptiste (1518), Sassoferrato.
- Vierge à l'Enfant (1521), église San Fortunato, Sassoferrato.
- Cycle de peintures pour l'ancien palazzo comunale de Sassoferrato :
  - Allegoria della Giustizia,
  - Madonna con Bambino e santi,
  - Blason
- Cycle de peintures en huile sur bois du Martyre de sainte Lucie[2].
- Madonna col Bambino in trono tra S. Giovanni Battista e S. Antonio da Padova (1528), Pinacoteca de Jesi.
- Sacra rappresentazione con S. Francesco, S. Antonio da Padova, S. Bernardo (1530), huile sur toile, Palazzo Pianetti, Jesi
- Nascita di Cristo (1534), Christian Museum, Esztergom.

Attributions incertaines
Antependium en terracotta, Museo d'Arte Sacra San Clemente, Genga

### Liens
- Peintres nés dans les Marches
- Renaissance à Urbino